# 宇津木有香
宇津木 有香（うつぎ ゆか、1983年6月15日 - ）は、日本の女子フットサル選手。

## 来歴
神奈川県出身。同じく女子フットサル選手の宇津木恵美（タレント名：宇津木めぐみ）と女子サッカー選手の宇津木瑠美は、共に実妹である。
幼少期にサッカーをしていた弟の影響で、3姉妹そろってサッカーを始める。当時は川崎ウィングスで活動し、神奈川県の選抜選手にもなっている。
後にフットサルへ転向。神奈川県女子フットサルリーグ加盟チームの ceu paleta*A&S（セウパレータ エーアンドエス）に所属し、2006年から2008年9月7日までは芸能人女子フットサルチーム・chakuchaku J.b（チャクチャク ジェイビー）のコーチも務めていた。2007年にはフットサル日本女子代表候補に選出された。
2010年からは、妹の恵美も同じチームで活動している。